# Кох, Христиан Фридрих
Христиа́н Фри́дрих Кох (нем. Christian Friedrich Koch; 9 февраля 1798, Морин, Пруссия, — 21 января 1872, Найссе, Германия) — немецкий юрист.
Ученик Фридриха Карла фон Савиньи. Написал: «Versuch einer systematischen Darstellung der Lehre vom Besitz nach preussischem Recht» (1826); «Das Recht der Forderungen nach gemeinen und preussischen Rechte» (Бреславль, 1836—1843; 1858—1859); «Lehrbuch des preussischen gemeinen Privatrechts» (1845; 1858—1859); «Preussens Rechts Verfassung» (1843—1844); «Das preussische Zivilprocessrecht» (1847) и др.
В родном городе Коха Морыни ему установлен памятник.

## Биография
Кох родился в Мохрин , Прус Ноймарк , где его отец был поденщиком. Кох начал ученичество портного и одновременно работал портным. переписчик в местном суде Мохрина. Позже он работал в Высшем земельном суде в Солдин и в местном суде Реппен . Затем Кох сдал свой Abitur и учился у Савиньи unti 1825 г. Его первая публикация в 1826 г. принесла ему немедленное признание и привела к многочисленным назначениям. Он изучал французское право в Кельне и Аахене и был назначен судьей верховного суда в Мариенвердер (1829 г. ). Он был назначен директором судов последовательно в Кульме (1832), Гроссглогау (1834) и Галле (1840). Его последнее назначение было директором суда справедливости княжества Neisse . В 1848 году его вызвали в Берлин для разработки нового кодекса гражданского судопроизводства . Он вышел в отставку в 1854 году и умер в Нейсе , Силезии , Императорской Германии в 1872 году. Кох реконструировал всю прусскую юриспруденцию на основе теории и практика, на которую его работа оказала большое влияние.
Кох завещал большую часть своих активов в размере около 300 000 Марк своему родному городу, чтобы построить приют.

## Публикации
- Versuch einer systematischen Darstellung der Lehre vom Besitz nach preussischem Recht (Берлин 1826 г.)
- Das Recht der Forderungen nach gemeinem und preussischem Recht (Бреслау, 1836–43; Берлин, 1858–59)
- Lehrbuch des preussischen Privatrechts (Берлин, 1845; 2-е изд., 1857–58)
- Das preussische Erbrecht aus dem gemeinen deutschen Recht entwickelt (Прусское наследственное право, основанное на немецком общем праве; Берлин, 1866)
- Das preussische Zivilprozessrecht (прусское гражданское право; Берлин, 1847; 6 изд., 1871)
- Kommentar zum Allgemeinen Landrecht (Берлин, 1852–55; 8 изд., 1883–87)